# Paulo Silas
Paulo Silas, brazilski nogometaš in trener, * 27. avgust 1965.
Za brazilsko reprezentanco je odigral 34 uradnih tekem in dosegel en gol.